# 生命最後一個月的花嫁
《生命最後一個月的花嫁》（日語：余命1ヶ月の花嫁）是日本一個真人真事改編的故事，敘述一個身患乳癌而只餘下一個月的壽命的女子長島千惠，男友（赤須太郎）為了完成女友的心願，決定與她結為夫妻，與她一起面對這段艱難的時刻。分別出版了小說和電影。2010年決定舞台劇化。

## 電影
是一部改編自同名小說愛情電影，廣木隆一導演，榮倉奈奈、瑛太主演。
該電影的主題歌曲為《如果明天來臨》原唱的日文版，中文版為〈幫妳記得〉。
這部電影曾是2009年5月10日當週的日本票房冠軍，在2009年9月11日在台灣上映，於2009年10月8日在香港各大戲院上映。

## 受賞紀錄
- 第34回報知電影獎助演男優賞 - 瑛太（《生命最後一個月的花嫁》、《蛤蟆油》、《親愛的醫生》、《男兒有淚不輕彈》）

## 舞台劇
由貫地谷栞主演，飾演女主角長島千惠。2010年6月15日起在日本各地演出。

## 外部連結
- 2010舞台劇官網
- 2010年舞台劇化 （页面存档备份，存于）
- 電視劇官方網站 （页面存档备份，存于）
- 電影官方網站